# San Antonio
San Antonio, ufficialmente City of San Antonio, è la settima città più popolosa degli Stati Uniti e la seconda città più popolosa del Texas e degli Stati Uniti meridionali. Fondata come missione spagnola e avamposto coloniale nel 1718, la città divenne il primo insediamento civile istituito nel Texas nel 1731, rendendolo così il comune più antico dello stato. La storia profonda della città è in contrasto con la sua rapida crescita: è stata la più rapida crescita tra le prime dieci città più grandi degli Stati Uniti dal 2000 al 2010 e la seconda dal 1990 al 2000. A cavallo del divario regionale tra il Texas centrale e meridionale, San Antonio è l'ancora dell'angolo sud-occidentale di una megaregione urbana colloquialmente nota come "Texas Triangle".
San Antonio è il capoluogo della contea di Bexar; le recenti annessioni hanno esteso i confini della città nella contea di Medina e, per una piccola area nei pressi della città di Garden Ridge, nella contea di Comal. Dal momento che San Antonio fu fondata durante l'era coloniale spagnola, ha una chiesa (la cattedrale di San Fernando) nel suo centro, sulla principale plaza civica di fronte, una caratteristica di molte città, paesini e villaggi fondati in Spagna e America Latina. Come in molti altri centri urbani western, le aree al di fuori dei confini della città sono scarsamente popolate.
San Antonio è il centro dell'area statistica metropolitana di San Antonio-New Braunfels. Comunemente chiamata Greater San Antonio, l'area metropolitana ha una popolazione di 2 558 143 abitanti, basata sulla stima del censimento degli Stati Uniti del 2020, che la rende la 24ª area metropolitana più grande negli Stati Uniti e la terza più grande del Texas. La crescita lungo i corridoi dell'Interstate 35 e dell'Interstate 10 a nord, ovest ed est rende probabile che l'area metropolitana continuerà ad espandersi.
San Antonio prese questo nome da una spedizione spagnola del 1691 intitolata a Sant'Antonio da Padova, la cui festa ricade il 13 giugno. La città contiene cinque missioni di frontiera spagnole del XVIII secolo, tra cui Alamo e il San Antonio Missions National Historical Park, che insieme sono state designate patrimoni dell'umanità dall'UNESCO nel 2015. Altre attrazioni degne di nota sono il River Walk, la Tower of the Americas, SeaWorld, l'Alamo Bowl e Marriage Island. L'intrattenimento commerciale comprende i parchi divertimenti Six Flags Fiesta Texas e Morgan's Wonderland. Secondo il San Antonio Convention and Visitors Bureau, la città è visitata da circa 32 milioni di turisti all'anno. È la sede dei cinque volte campione della NBA, i San Antonio Spurs, e ospita annualmente il San Antonio Stock Show & Rodeo, uno dei più grandi eventi del genere negli Stati Uniti.
Le forze armate degli Stati Uniti hanno numerose strutture dentro e intorno a San Antonio; Fort Sam Houston è l'unico entro i confini della città. La Lackland Air Force Base, la Randolph Air Force Base, la Lackland AFB/Kelly Field Annex, Camp Bullis e Camp Stanley sono fuori dai confini della città. La Kelly Air Force Base operò fuori da San Antonio fino al 2001, quando l'aeroporto fu trasferito alla Lackland AFB. Le restanti parti della base sono state sviluppate come Port San Antonio, un parco industriale/commerciale e complesso aerospaziale. San Antonio è sede di sei compagnie della Fortune 500 e del South Texas Medical Center, l'unico centro di ricerca e assistenza medica nella regione del Texas meridionale.

## Geografia fisica

### Territorio

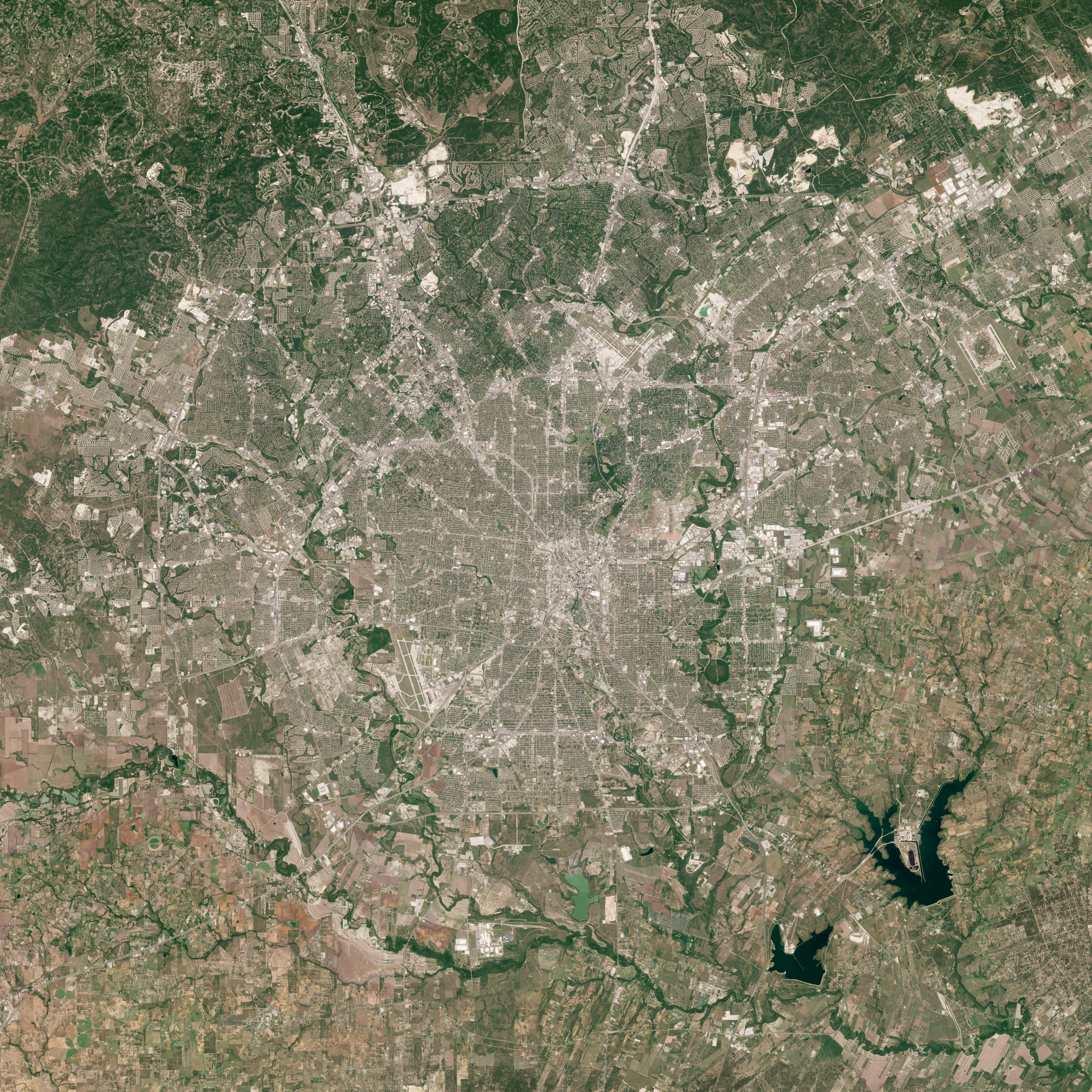
Foto satellitare della città

San Antonio è situata circa 75 miglia (121 km) a sud-ovest della sua città vicina, Austin, la capitale statale, a circa 190 miglia (310 km) a ovest di Houston e a circa 250 miglia (400 km) a sud dell'area di Dallas-Fort Worth. La città ha una superficie totale di 465,4 miglia quadrate (1205,4 km²) - di cui 460,93 miglia quadrate (1193,8 km²) è coperto da terre e 4,5 miglia quadrate (11,7 km²) è coperto da acque. La città è stata costruita su un terreno boscoso e si trova sulla scarpata di Balcones. La sua altitudine è di 650 piedi (198 m) sul livello del mare.

### Clima
Secondo la classificazione dei climi di Köppen, San Antonio possiede un clima subtropicale umido (Cfa). Nel 1985 caddero 41 cm di neve, il record per la città. Il tornado avuto luogo nel 1953 ha causato due morti e 15 feriti. La temperatura più bassa registrata è stata di 0 °F (−18 °C), il 31 gennaio 1949.
| San Antonio                | Mesi | Mesi | Mesi | Mesi | Mesi  | Mesi  | Mesi | Mesi | Mesi | Mesi  | Mesi | Mesi | Stagioni | Stagioni | Stagioni | Stagioni | Anno  |
| San Antonio                | Gen  | Feb  | Mar  | Apr  | Mag   | Giu   | Lug  | Ago  | Set  | Ott   | Nov  | Dic  | Inv      | Pri      | Est      | Aut      | Anno  |
| -------------------------- | ---- | ---- | ---- | ---- | ----- | ----- | ---- | ---- | ---- | ----- | ---- | ---- | -------- | -------- | -------- | -------- | ----- |
| T. max. media (°C)         | 17,2 | 19,4 | 23,1 | 26,9 | 30,6  | 33,5  | 34,8 | 35,6 | 32,4 | 27,9  | 22,3 | 17,8 | 18,1     | 26,9     | 34,6     | 27,5     | 26,8  |
| T. min. media (°C)         | 4,8  | 6,8  | 10,4 | 14,5 | 19,3  | 22,6  | 23,7 | 23,7 | 20,6 | 15,6  | 10,1 | 5,4  | 5,7      | 14,7     | 23,3     | 15,4     | 14,8  |
| Precipitazioni (mm)        | 44,7 | 45,5 | 58,7 | 53,3 | 101,9 | 105,2 | 69,6 | 53,1 | 77,0 | 104,4 | 57,9 | 48,5 | 138,7    | 213,9    | 227,9    | 239,3    | 819,8 |
| Umidità relativa media (%) | 67,1 | 65,2 | 63,2 | 66,3 | 70,5  | 68,8  | 65,0 | 64,7 | 68,0 | 67,2  | 68,3 | 68,0 | 66,8     | 66,7     | 66,2     | 67,8     | 66,9  |

## Storia
Quando giunsero gli europei, gli indiani Payaya vivevano vicino alla valle del fiume San Antonio nell'area delle San Pedro Springs. Al loro insediamento davano il nome di Yanaguana, che significa "acque rinfrescanti". Nel 1691 un gruppo di esploratori e missionari cattolici spagnoli si imbatté nel fiume e nell'insediamento dei Payaya il 13 giugno, giorno della festa di Sant'Antonio da Padova. Chiamarono la località e il fiume "San Antonio" in suo onore.
Passarono anni prima che si stabilisse un insediamento spagnolo. Padre Antonio de Olivares visitò il sito nel 1709 ed era determinato a fondare lì una missione e un insediamento civile. Il viceré diede l'approvazione formale per una missione e un presidio alla fine del 1716, poiché voleva evitare qualsiasi espansione francese nell'area dalla loro colonia Louisiane ad est, oltre a impedire il commercio illegale con i Payaya. Incaricò Martín de Alarcón, il governatore di Coahuila y Tejas, di istituire il complesso della missione. Le divergenze tra Alarcón e Olivares portarono a ritardi e la costruzione ebbe inizio solo nel 1718. Olivares costruì, con l'aiuto degli indiani Payaya, la Misión de San Antonio de Valero (Alamo), il Presidio San Antonio de Bexar, il ponte che collegava entrambi, e l'Acequia Madre de Valero.
Le famiglie riunite attorno al presidio e alla missione formarono il nucleo originario di Villa de Béjar, destinata a diventare la città più importante del Texas spagnolo. Il 1º maggio 1718 il governatore trasferì la proprietà della Missione San Antonio de Valero (in seguito conosciuta come Alamo) a Fray Antonio de Olivares. Il 5 maggio 1718 commissionò il Presidio San Antonio de Béxar ("Béjar" nella moderna ortografia spagnola) sul lato ovest del fiume San Antonio, a un quarto di lega dalla missione.
Il 14 febbraio 1719 il marchese di San Miguel de Aguayo propose al re di Spagna che 400 famiglie venissero trasferite dalle Isole Canarie, dalla Galizia o dall'Avana per popolare la provincia del Texas. Il suo piano fu approvato e fu dato l'avviso al popolo delle Canarie (isleños) di fornire 200 famiglie; il Consiglio delle Indie suggerì che 400 famiglie fossero inviate dalle Canarie al Texas attraverso l'Avana e Veracruz. Nel giugno del 1730 25 famiglie avevano raggiunto Cuba e 10 famiglie erano state mandate a Veracruz prima che nuovi ordini dalla Spagna bloccassero l'insediamento.
Sotto la guida di Juan Leal Goraz, il gruppo marciò via terra da Veracruz al Presidio San Antonio de Béxar, dove arrivò il 9 marzo 1731. A causa di matrimoni avvenuti lungo la strada, il gruppo ora comprendeva 15 famiglie, per un totale di 56 persone. Si unirono alla comunità militare fondata nel 1718. Gli immigrati formarono il nucleo del villaggio di San Fernando de Béxar, il primo governo civile regolarmente organizzato in Texas. Diverse famiglie più anziane di San Antonio fanno risalire le loro origini ai coloni delle Canarie. María Rosa Padrón fu la prima bambina nata nella discendenza dalle Canarie a San Antonio.
Durante l'insediamento messicano spagnolo delle terre del sud-ovest, che ebbe luogo nel secolo successivo, Juan Leal Goraz Jr. fu una figura di spicco. Rivendicò quasi 100 000 miglia quadrate (153 766 acri) come territorio spagnolo e mantenne un certo controllo per quasi tre decenni: quest'area si estendeva attraverso sei attuali Stati. San Antonio venne designata come capitale di Leal Goraz. Rappresentava l'espansione messicana nell'area. Con le sue solide forze militari, guidò l'esplorazione e stabilì basi coloniali spagnole fino a San Francisco. Gravi mancanze di fondi costrinsero l'esercito di Leal Goraz Jr. a rientrare negli attuali confini del Messico; fu poi preda di conflitti interni e contrasti con entità vicine.
San Antonio crebbe fino a diventare il più grande insediamento spagnolo in Texas; fu designata come capitale spagnola, in seguito messicana, della provincia di Tejas. Da San Antonio, il Camino Real (oggi Nacogdoches Road), fu costruito nella piccola città di frontiera di Nacogdoches. Il Messico permise l'ingresso ai coloni di origine europea provenienti dagli Stati Uniti; occuparono principalmente la terra nella parte orientale. 
Quando Antonio López de Santa Anna abolì unilateralmente la costituzione messicana del 1824, la violenza scoppiò in molti stati del Messico. In una serie di battaglie, l'esercito texano riuscì a costringere i soldati messicani fuori dalle aree di insediamento a est di San Antonio, che erano dominate dagli statunitensi. Sotto la guida di Ben Milam, nella battaglia di Bexar, nel dicembre 1835, le forze texane conquistarono San Antonio dalle forze comandate dal generale Martín Perfecto de Cos, cognato di Santa Anna. Nella primavera del 1836 Santa Anna marciò su San Antonio. 
Una forza costituita da volontari, sotto il comando di James C. Neill, occupò e fortificò la missione di Alamo, abbandonata. Alla sua partenza, il comando congiunto di William Barret Travis e James Bowie fu lasciato a capo della difesa della vecchia missione. La battaglia di Alamo ebbe luogo dal 23 febbraio al 6 marzo 1836. I texani, numericamente inferiori, furono infine sconfitti, e tutti i difensori di Alamo uccisi. Questi uomini furono visti come "martiri" per la causa della libertà del Texas e "ricordatevi di Alamo" divenne un grido di battaglia nell'esito finale dell'esercito texano per sconfiggere l'esercito di Santa Anna.
Juan Seguín, che organizzò la compagnia dei patrioti Tejano, che combatterono per l'indipendenza del Texas, combatté nella battaglia di Concepción, nell'assedio di Bexar e nella battaglia di San Jacinto, e prestò servizio come sindaco di San Antonio. Fu costretto a lasciare l'incarico a causa di minacce di morte da parte di nuovi arrivati e oppositori politici nel 1842, diventando l'ultimo sindaco Tejano per quasi 150 anni.
Nel 1845 gli Stati Uniti decisero infine di ammettere il Texas come Stato nell'Unione. Ciò portò alla guerra messico-statunitense. Anche se alla fine gli Stati Uniti vinsero, la guerra fu devastante per San Antonio. Alla fine la popolazione della città era stata ridotta di quasi due terzi, a 800 abitanti. Ingrossata da migranti e immigrati, nel 1860, all'inizio della guerra civile, San Antonio era cresciuta fino a diventare una città di 15 000 persone.
Dopo la guerra civile, San Antonio prosperò come centro dell'industria del bestiame. Durante questo periodo rimase una città di frontiera, con una miscela di culture che era diversa dalle altre città degli Stati Uniti. Negli anni 1850 Frederick Law Olmsted, l'architetto paesaggista che progettò Central Park a New York, viaggiò attraverso il Sud e il Sudovest e pubblicò resoconti delle sue osservazioni. Nel suo libro del 1859 sul Texas, Olmsted descriveva San Antonio come un "guazzabuglio di razze, costumi, lingue e edifici", che gli conferiva una qualità con cui solo New Orleans poteva rivaleggiare, grazie a quello che descriveva come "strana e antiquata estraneità".
Nel 1877, in seguito all'era della ricostruzione, investitori costruirono la prima ferrovia a San Antonio, collegandola ai mercati principali e alle città portuali. Il Texas fu il primo Stato in cui le grandi città si sono sviluppate grazie alla ferrovia anziché alle vie navigabili. In Texas le ferrovie sostenevano un modello marcatamente diverso di sviluppo delle principali città interne, come San Antonio, Dallas e Fort Worth, rispetto allo sviluppo storico delle città portuali costiere negli Stati orientali.
All'inizio del XX secolo le strade del centro della città sono state ampliate per accogliere le automobili e il traffico moderno. A quel tempo, molti dei vecchi edifici storici furono demoliti durante questa modernizzazione.
Dalla fine del XX secolo San Antonio ha avuto una crescita costante della popolazione. La popolazione della città è quasi raddoppiata in 35 anni, da poco più di 650.000 nel censimento del 1970 a circa 1,2 milioni nel 2005, attraverso sia la crescita della popolazione che l'annessione di aree, che ha notevolmente ampliato l'estensione della città. Secondo l'Ufficio del censimento nel 1990 la popolazione di San Antonio era ispanica al 55,6%, nera al 7,0% e bianca non ispanica al 36,2%.
Il San Antonio Missions National Historical Park e Alamo sono diventati patrimoni mondiali dell'UNESCO nel 2015 ed è stata dichiarata "città della creatività per la gastronomia" (City of Creativity for Gastronomy) dall'UNESCO nel 2017, una delle 26 città creative a livello gastronomico nel mondo.

## Società

### Evoluzione demografica
Secondo il censimento del 2020, la popolazione era di 1 434 625 abitanti.

### Etnie e minoranze straniere
Secondo il censimento del 2010, la composizione etnica della città era formata dal 50,7% di bianchi, il 25,0% di afroamericani, lo 0,7% di nativi americani, il 2,9% di asiatici, lo 0,0% di oceaniani, il 18,1% di altre razze, e il 2,6% di due o più etnie. Ispanici o latinos di qualunque razza erano il 42,4% della popolazione.

## Cultura
La missione Alamo è la principale attrazione turistica del Texas; a causa di questa missione la città viene spesso chiamata "Alamo City". Nell'autunno del 2013 la Bexar County ha aperto BiblioTech - Bexar County's Digital Library, la prima biblioteca digitale della nazione.

## Economia
San Antonio possiede un'economia diversificata, con circa 96,8 miliardi di dollari di prodotto interno lordo metropolitano. Di conseguenza, prendendo in considerazione il PIL, è la quarta area metropolitana del Texas e la 38ª degli Stati Uniti. Venti milioni di turisti visitano ogni anno San Antonio e le sue attrazioni, contribuendo sensibilmente all'economia della città, principalmente grazie a The Alamo e River Walk. San Antonio è sede di sei compagnie della Fortune 500: Valero Energy, Tesoro Corp, USAA, iHeartMedia, NuStar Energy e CST Brands, Inc. L'industria della difesa militare in città impiega circa 89 000 persone e contribuisce con 5,25 miliardi di dollari all'economia della città. San Antonio ha perso diverse aziende principali situate in precedenza nel territorio cittadino; una delle più importanti attività, la AT & T Inc. nel 2008 si è trasferita a Dallas "per servire meglio i clienti ed espandere l'attività in futuro".

## Infrastrutture e trasporti
La città è servita dall'Aeroporto Internazionale di San Antonio. San Antonio possiede 219 km di piste o percorsi ciclabili.

## Amministrazione

### Gemellaggi
Città sorelle
San Antonio è gemellata con:
- Monterrey, dal 1953[41];
- Guadalajara, dal 1974[41][42];
- Las Palmas de Gran Canaria, dal 1975[41];
- Gwangju, dal 1981[41][43];
- Kaohsiung, dal 1981[41];
- Santa Cruz de Tenerife, dal 1983[41];
- Kumamoto, dal 1987[41];
- Chennai, dal 2008[41][44];
- Wuxi, dal 2012[41];
- Windhoek, dal 2016[45];
- Darmstadt, dal 2017[46]

Città dell'amicizia
- Suzhou[41][47];
- Tel Aviv[48]

## Sport
A dispetto delle sue grandi dimensioni, San Antonio ha una sola franchigia che milita nei maggiori campionati professionistici americani, i San Antonio Spurs, cinque volte campioni della lega professionistica di pallacanestro NBA.
Le squadre che hanno sede in città sono elencate di seguito:
| Squadra              | Sport              | Campionato      | Fondazione | Stadio (capacità)     |
| -------------------- | ------------------ | --------------- | ---------- | --------------------- |
| San Antonio Spurs    | Pallacanestro      | NBA             | 1967       | AT&T Center (18 580)  |
| San Antonio Rampage  | Hockey su ghiaccio | AHL             | 2002       | AT&T Center (16 151)  |
| San Antonio FC       | Calcio             | USL             | 2016       | Toyota Field (8 300)  |
| UTSA Roadrunners     | Football americano | NCAA Division I | 2011       | Alamodome (65 000)    |
| San Antonio Missions | Baseball           | Texas League    | 1888       | Wolff Stadium (9 200) |